# Musée du café
Le musée du Café ne doit pas être confondu avec la maison du café ou Habitation La Grivelière, situé également à Vieux-Habitants.
Le musée du Café est un musée situé à Vieux-Habitants (Guadeloupe, France). Il explique la culture et l'histoire du café.

## Description
Le musée du café permet de découvrir le domaine où sont plantés des caféiers. Il explique ensuite le bonifierie qui est le lieu de transformation du café avec les étapes de séchage et torréfaction.

## Histoire
Tous les ans y est organisé le trail du Café. 

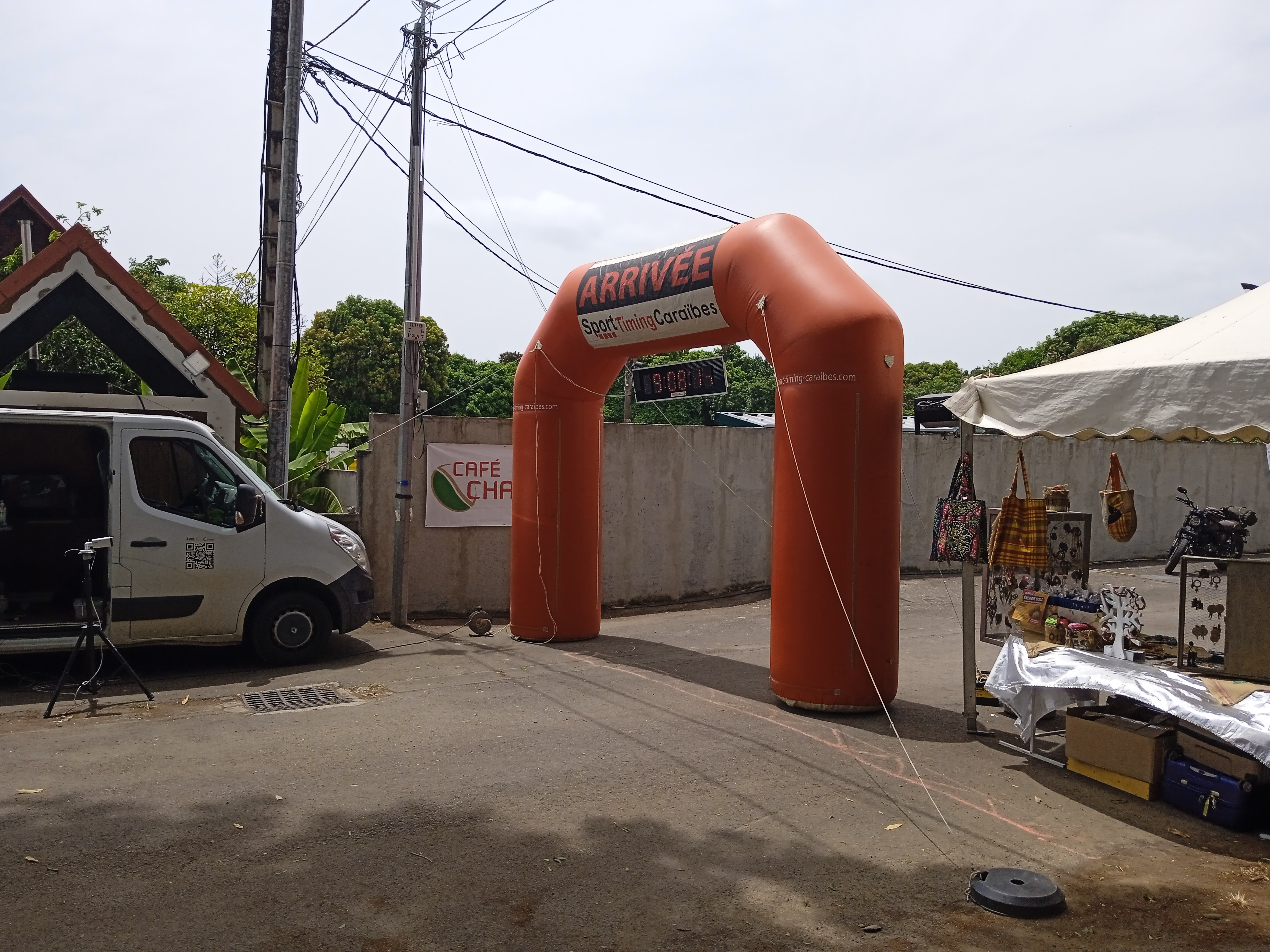
Arrivée du trail du Café le 31 mai 2025.
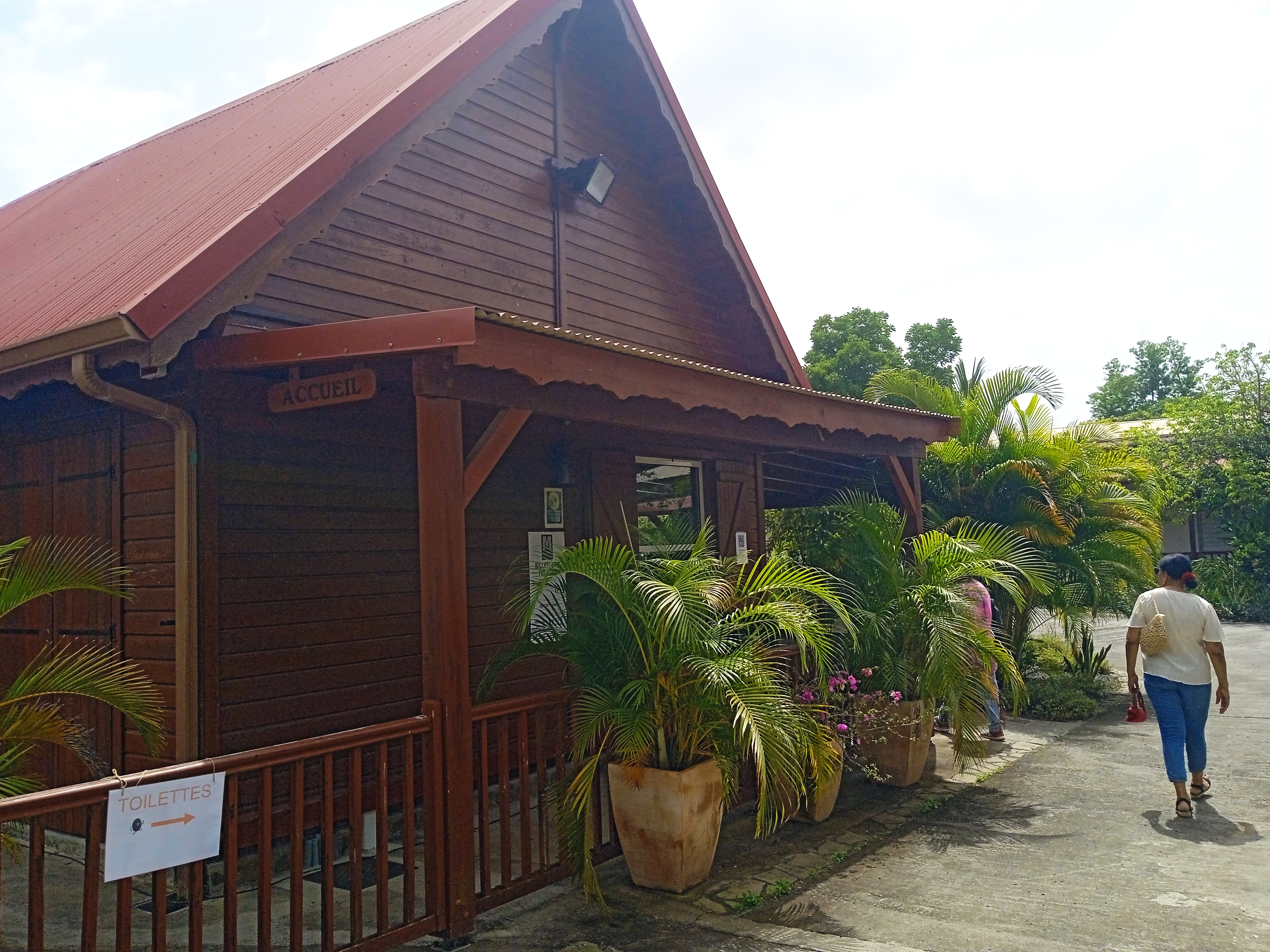
Entrée du musée du Café à Vieux-Habitants.